# Сан-Хосе (футбольный клуб)
«Сан-Хосе́» (исп. Club San José) — боливийский футбольный клуб из города Оруро. Является трёхкратным чемпионом страны.

## История
«Клуб Сан-Хосе» был основан 19 марта 1942 года. Название было дано в честь мужа Девы Марии Иосифа.
С начала 1990-х годов спортивные результаты команды стали резко возрастать — «Сан-Хосе» дважды стал вице-чемпионом страны, а затем и выиграл чемпионат 1995 года.
После нескольких лет упадка, когда «Сан-Хосе» даже успел выбыть в низший дивизион, с середины 2000-х годов «Сан-Хосе» вновь вошёл в число команд, борющихся за самые высокие места в чемпионате. В 2007 году «Святые» во второй раз в истории выиграли чемпионат Боливии.

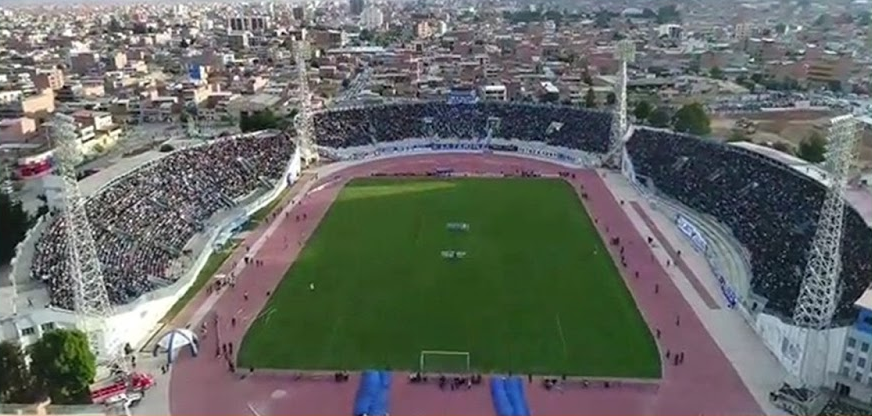
Стадион «Хесус Бермудес»

Клуб четырежды участвовал в розыгрышах Кубка Либертадорес — в 1992, 1993, 1996 и 2008 годах. Лучший результат — выход в 1/8 финала в 1996 году. В 2010 году команда выступала в Южноамериканском кубке.
В 2021 году «Сан-Хосе» занял последнее место в чемпионате Боливии, сумев заработать только одно очко в 30 матчах. Кроме того, из-за больших долгов клуб был оштрафован на 12 очков, поэтому сезон «святые» завершили с минус 11 очками.

## Достижения
- Чемпион Боливии (3): 1995, 2007 Кл., 2018 Кл.
  - Вице-чемпион Боливии (2): 1991, 1992
- Чемпион Второго дивизиона (1): 2001